# Convair XB-46
Convair XB-46 – amerykański średni bombowiec odrzutowy zaprojektowany przez wytwórnię Consolidated Vultee Aircraft Corporation w połowie lat 40. XX wieku. Zbudowano jeden prototyp, samolot nie trafił do produkcji seryjnej.

## Historia
W 1944 roku Departament Wojny Stanów Zjednoczonych (United States Department of War) zaniepokojony możliwością wprowadznie do walki nowych, niemieckich samolotów bombowych z napędem odrzutowym (np. Arado Ar 234) wydał zamówienie na nowy średni, samolot bombowy. Do prac przystąpiły wytwórnie North American Aviation, Convair, Boeing i Glenn L. Martin Company. Program budowy nowego, średniego bombowca z napędem odrzutowym bywa nazywany the class of '45. Zakończenie wojny nie zastopowało prowadzonych prac, pojawiło się nowe zagrożenie, Związek Radziecki. North American zaprojektował samolot North American B-45 Tornado, Glenn L. Martin Company samolot Martin XB-48, Boeing wybudował B-47 Stratojet a wytwórnia Convair, XB-46. Projekt nowego bombowca został zaakceptowany przez United States Army Air Forces w listopadzie 1944 roku. 17 stycznia 1945 roku podpisano porozumienie o prowadzeniu dalszych prac a 27 lutego tego samego roku podpisano kontrakt na wybudowanie trzech prototypów. Jesienią 1945 roku USAAF zainteresował się jeszcze jedną konstrukcją wytwórni, samolotem Convair XB-53. Jednak brak środków na finansowanie rozwoju i badań obydwu konstrukcji zmusił firmę i siły powietrzne do dokonania wyboru, który samolot będzie dalej rozwijany, postawiono na XB-46. W 1946 roku najbardziej zaawansowane były prace przy samolotach XB-46 i XB-45 (B-45). USAAF wybrała samolot XB-45, podpisując 2 stycznia 1947 roku kontrakt na budowę seryjną maszyn. Z zamówionych trzech prototypów XB-46 wybudowano tylko jeden, który 2 kwietnia 1947 roku po raz pierwszy wzbił się w powietrze. Jeszcze przed zakończeniem prób w locie, w sierpniu tego samego roku, program budowy XB-46 został w całości anulowany. Wprowadzony do produkcji North American B-45 Tornado i prezentujący zupełnie nową jakość Boeing B-47 Stratojet, który swój pierwszy lot miał odbyć dopiero w grudniu 1947 roku, zadecydowały o zastopowaniu dalszych prac nad XB-46.

## Konstrukcja
XB-46 był trzymiejscowym, wolnonośnym, czterosilnikowym górnopłatem o całkowicie metalowej konstrukcji. Samolot charakteryzował się bardzo piękną, aerodynamiczną sylwetką. Proste skrzydła o trapezowym obrysie i dużym wydłużeniu zaopatrzone w szerokie klapy Fowlera umieszczone na prawie całej długości skrzydeł oraz spojlery. Podwozie chowane, trójzespołowe z pojedynczymi kołami. Przednie chowane do wnęki w kadłubie, główne do wnęk w gondolach silnikowych. Silniki umieszczone po dwa w dwóch gondolach, wloty powietrza do silników spłaszczone. Usterzenie klasyczne, wolnonośne. Prototyp nie był uzbrojony, w wersji seryjnej przewidywano zamontowanie dwóch, zdalnie sterowanych karabinów kalibru 12,7 mm. W komorze bombowej można było przenosić 10 000 kg bomb.